# Iubire ca în filme (album)
Iubire ca în filme este un album de Adela Popescu.
Albumul conține următoarele piese:
- De te-am mințit
- We're here together (Ft Dan Bordeianu)
- Unde ești
- Pe limba mea
- Vis în culori
- Mai rămâi
- Iubire ca în filme
- Spune-mi
- Încearcă
- Zi de zi
- Ivite să iubești
- Vom uita